# Lisička (ozvezdje)
Lisička (latinsko Vulpecula) je ozvezdje severne nebesne oble in eno od 88 sodobnih ozvezdij, ki jih je priznala Mednarodna astronomska zveza. Ni bilo med Ptolemejevimi 48-timi ozvezdji. Nahaja se na sredini Poletnega trikotnika, asterizma, ki vsebuje svetle zvezde Deneb (α Laboda), Vega (α Lire) in Atair (α Orla).
Koordinati:  20h 00m 00s, +25° 00′ 00″